# Život a názory blahorodého pana Tristrama Shandyho
Život a názory blahorodého pana Tristrama Shandyho (1759-1767, The Life and Opinions of Tristram Shandy, Gentleman ) je román anglického preromantického spisovatele Laurence Sterneho. Jde o dílo nespoutaného i útočného humoru, namířeného proti morálce společnosti autorovy doby. Zároveň však román svědčí o autorově neobvyklé šíři znalostí ze všech oborů lidského vědění.
Román vyšel postupně v devíti dílech. Autor na románu pracoval od roku 1759 a první dvě části vydal počátkem roku 1760. Další díly vyšly roku 1761 (třetí a čtvrtý), 1762 (pátý a šestý), 1765 (sedmý a osmý) a 1767 (poslední devátý). Román vyvolal nejprve velký rozruch i nadšení dobové kritiky, to ale po vydání dalších dílů postupně klesalo a bylo nahrazeno polemikou s estetikou a etickou koncepcí díla, U nejširší veřejnosti se však román těšil i nadále velké popularitě, což dokládají jeho další a další anglická vydání. O úspěchu románu svědčí také jeho četné překlady (například do němčiny již roku 1763 a pak 1774, do francouzštiny a nizozemštiny roku 1776 nebo do ruštiny roku 1804).

## Výstavba románu

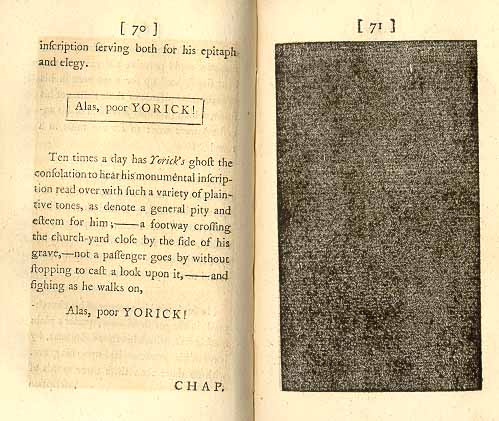
Začerněná stránka z prvního dílu románu

Sterne si v románu hraje se stylistickými, typografickými i grafickými prvky a záměrně porušuje tradiční lineárně pojaté vyprávění, které je tak osvobozeno od nutnosti logické výstavby. Používá extrémně různé délky kapitol, porušuje jejich číslování nebo je různě přesouvá (například 18. a 19. kapitola devátého dílu jsou ponechány prázdné a jejich text se objevuje až za 25. kapitolou). V textu se objevují nečekané závorky, různě dlouhé pomlčky, tečky, čárky, křížky a hvězdičky, prázdné, začerněné nebo různými vzory zaplněné stránky. Vlastní příběh je neustále přerušován vkládanými epizodami, nejrůznějšími odbočkami a vtipnými postřehy. Mnohé promluvy probíhají v monolozích jednotlivých postav a někdy i konverzace mezi postavami románu vykazují nedorozumění, plynoucí z mnohoznačnosti a nejasnosti jazyka. Takováto dějová stavba románu je vlastně parodií velké epické tvorby a hlavní hrdina se jako epická postava vytrácí. Jeho místo zaujímá autor se svým vnitřním světem. Touto tzv. metafikcí vtahuje autor čtenáře do fiktivního světa knihy a v této souvislosti se někdy o díle hovoří jako o antirománu..
Díky těmto na svou dobu velmi moderním literárním postupům vytvořil autor krajně subjektivní a formálně experimentální prózu. Inspirován empirickou filosofií Johna Locka a asocianismem Davida Hartleyho se snažil (mnohdy ironicky) zachytit volnou asociaci myšlenek a subjektivní vnímání času v mysli svých hrdinů. Stal se tak průkopníkem tzv. proudu vědomí a předchůdcem modernistů. Je proto stavěn po bok velkých tvůrců moderní prózy, jako je Marcel Proust a James Joyce.

## Obsah románu

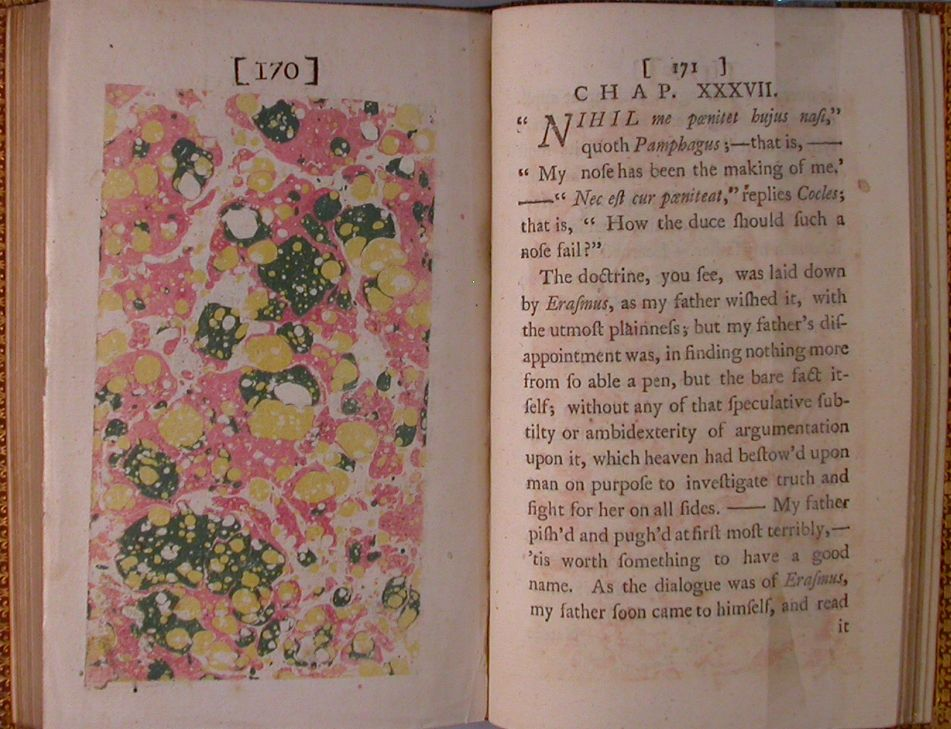
Mramorovaná stránka ze třetího dílu románu

Román je uveden mottem z Epiktéta: Lidé nejsou zneklidňováni věcmi, nýbrž svými vlastními názory o věcech. Podle svého názvu by měl obsahovat vyprávění životního příběhu pana Tristrama Shandyho, přičemž hned v první větě čtenář zjistí, že vypravěčem je sám Tristram. Román však obsahuje jen málo z jeho života, Dozvíme se pouze, že není ženatý, že je vychrtlý, že se narodil roku 1718 rodičům Waltrovi Shandymu a Alžbětě rozené Molineuxové, přečteme si o čtyřech komických neštěstích, které formovaly průběh jeho života od útlého věku, a popis jeho cesty po Francii. Něco o jeho charakteru a postojích se dozvídáme pouze skrze jeho vypravěčská stanoviska.

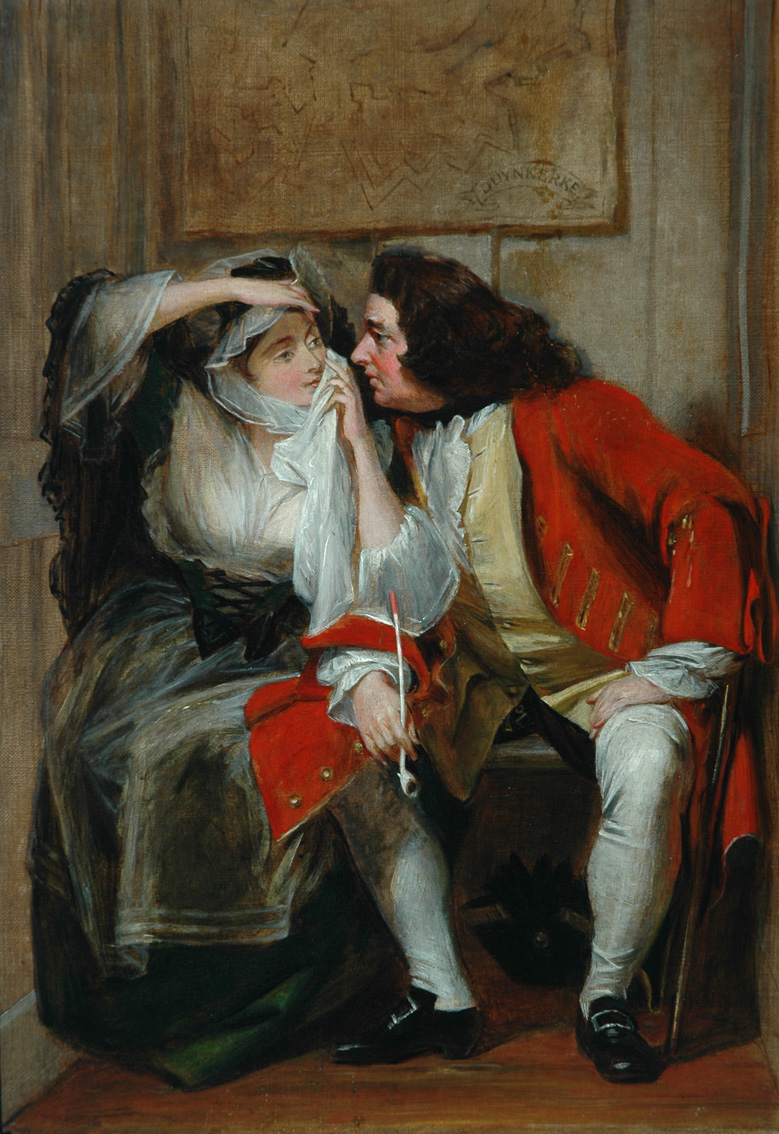
Strýček Toby a vdova Wadmanová na obraze Charlese Roberta Leslieho z roku 1831

Tristram totiž neumí nic vysvětlit jednoduše a do všeho zaplétá široké souvislosti. Díky této hnidopišské důkladnosti se jeho autobiografie mění v chaotický sled odboček, asociací a komentářů, které vypravěčův příběh neustále odsouvají do pozadí a kterými karikuje způsoby a názory anglické společnosti své doby, i mnohé dobové problémy vědy a pseudovědy.
Kromě Tristrama Shandyho jsou dalšími významnými postavami románu Tristramův otec, podivínský a nepraktický filosof, strýček Toby, vysloužilý voják, a jeho sluha kaprál Trim, Tristramova matka, sluha Obadiáš, vdova Wadmanová a její služebná Brigita, doktor Slop a pastor Yorick z blízké vesnice. Většina situací v knize je založena na absurdních a humorných rodinných nedorozuměních.
Vlastní příběh nezačíná jak je zvykem Tristramovým narozením, ale netradičně jeho zplozením. Tristramůn otec pravidelně každou první neděli v měsíci natahoval pendlovky a zároveň provozoval jiné „drobné rodinné zástoje“. Když při jednom z nich plodil Tristrama, narušila paní Sandyová tuto činnost naprosto nemístnou otázkou, zda nezapomněl pendlovky natáhnout. Tak byl celý následující Tristramův život poznamenán ještě před jeho narozením, ke kterému se vypravěč dostane až ve třetím dílu. Při něm se doktor Slop řízne, když se marně pokouší otevřít pevně zavázaný vak s nástroji, který mu přinesl sluha Obadiáš. Přivede Tristrama na svět neobratně a bez pořádného náčiní a rozmáčkne mu kleštěmi nos. Nedorozuměním skončí Tristramovo pokřtění ve čtvrtém dílu, kdy namísto důstojného jména Trismegistus, které mu mělo podle otcovy teorie přinést úspěšný život, dostane od pastora Yoricka obyčejné jméno Tristram. V pátém dílu je pak ještě popsána trapná příhoda, kdy malý Tristram utrpí úraz na přirození od spouštěcího okna ve chvíli, kdy z okna močil. Tím Tristramův příběh v románu prakticky končí a jeho zbytek se soustředí na námluvy strýčka Tobyho a vdovy Wadmanové. Ústředním motivem těchto námluv jsou obavy vdovy Wadmanové, kterou znepokojuje Tobyho válečné zranění do slabin. Opětuje sice jeho city, ale obává se, aby nebyla po svatbě zraněna v citech svých, a proto nabádá svou služebnou Brigitu, aby se pokusila zjistit pravdu u Trima. I tyto události jsou stále odsouvány do pozadí záplavou odboček včetně cestopisu z Francie

## Ilustrace k románu
Ilustrace k románu od Henryho Williama Bunburyho z roku 1773

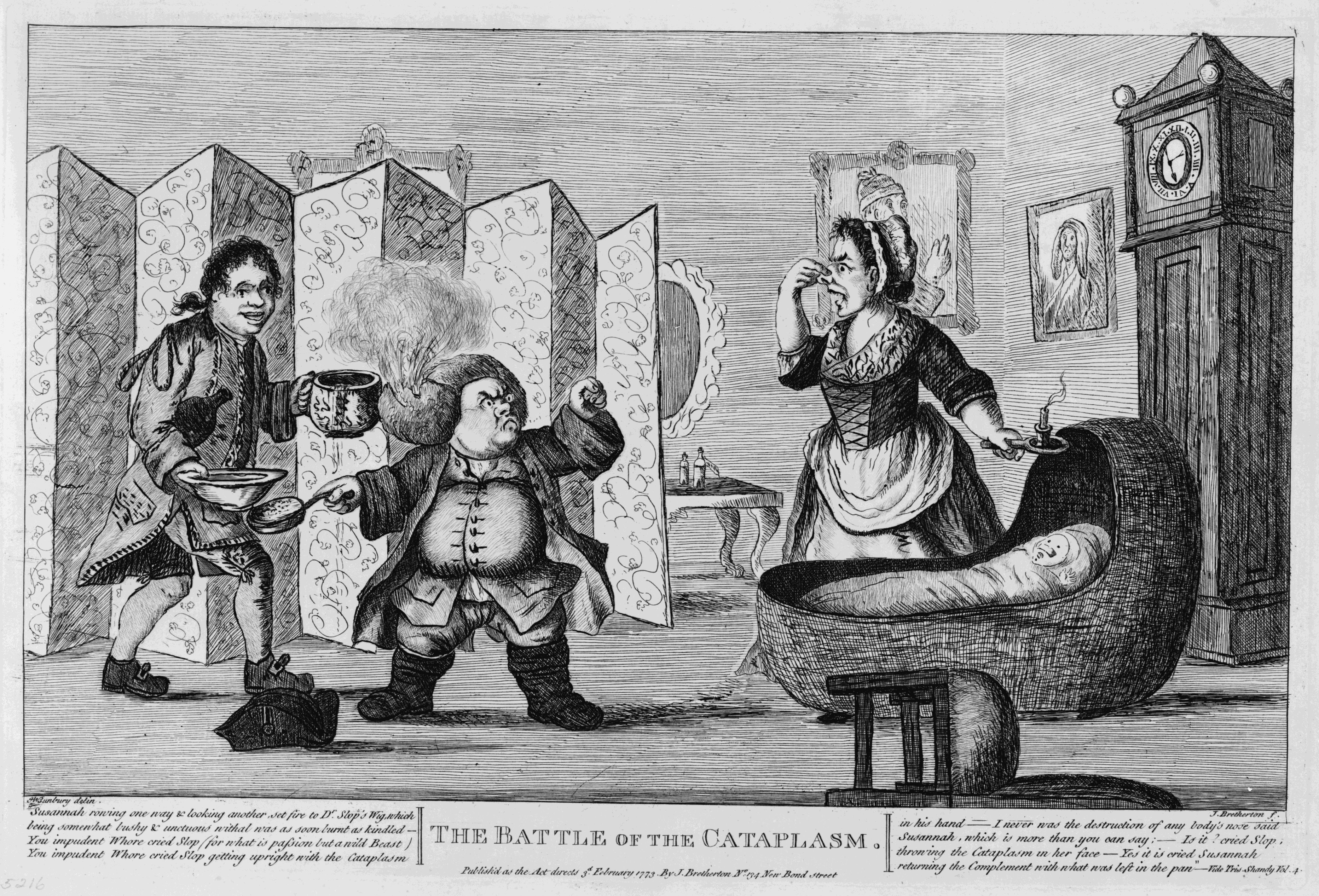
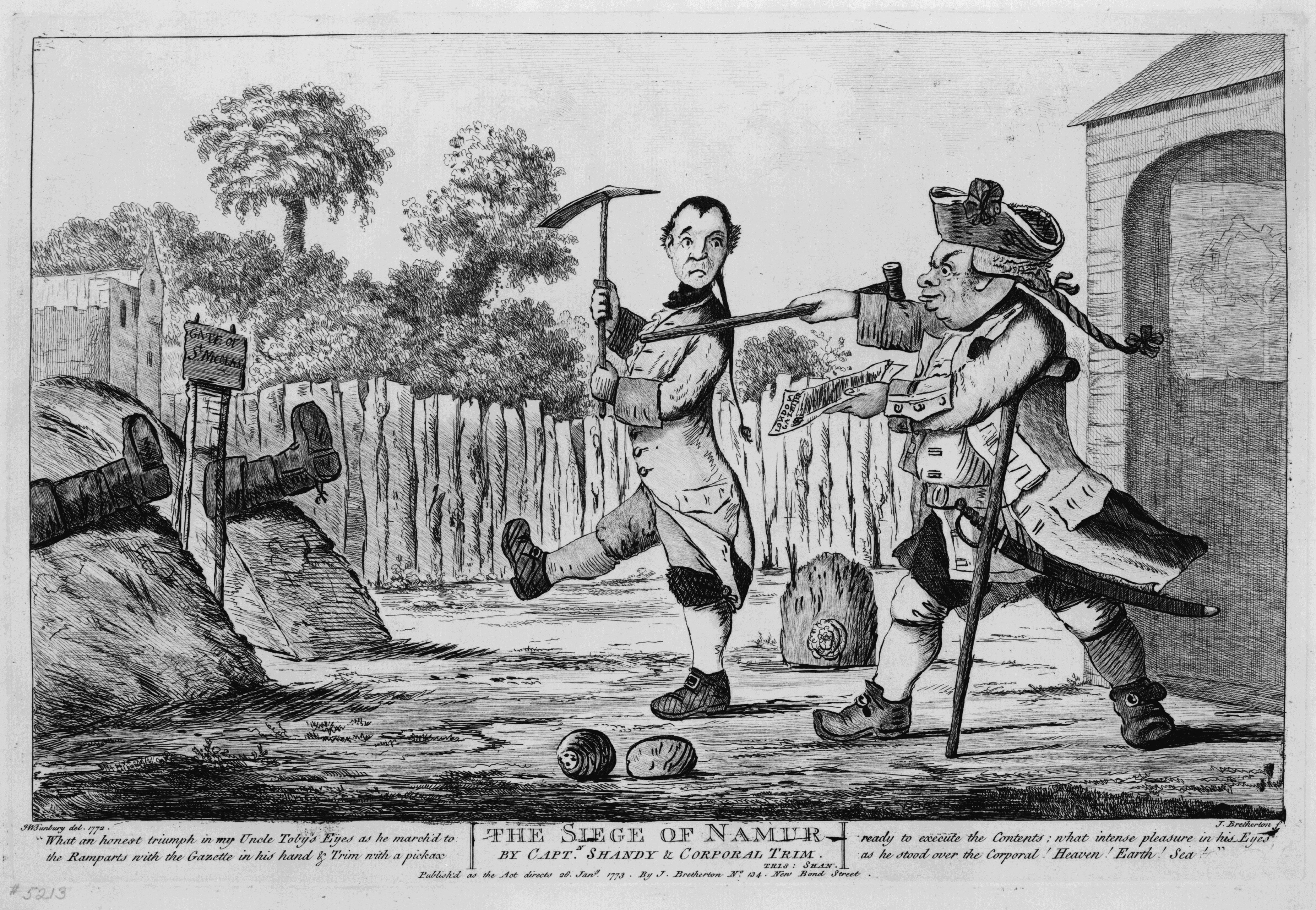
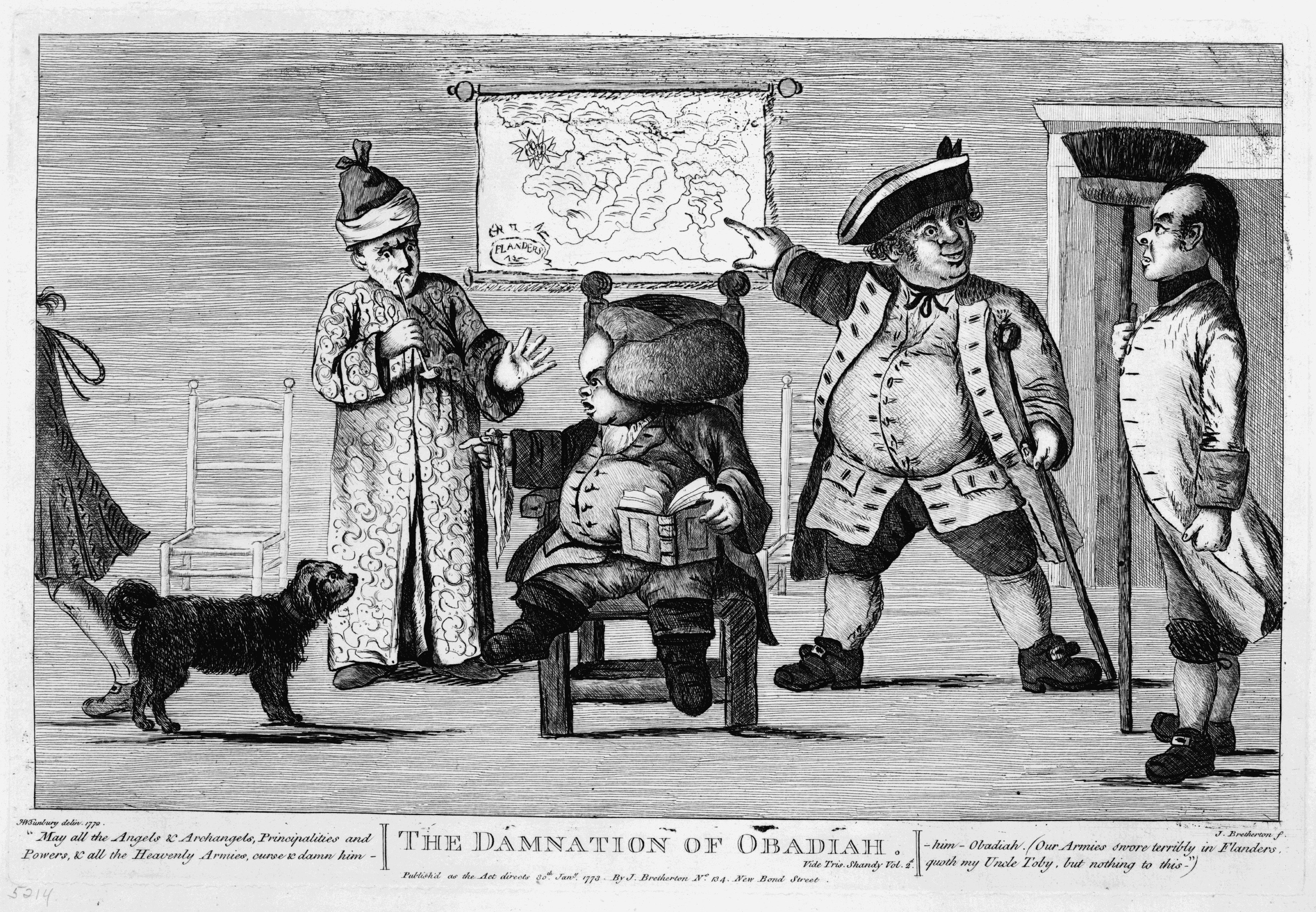
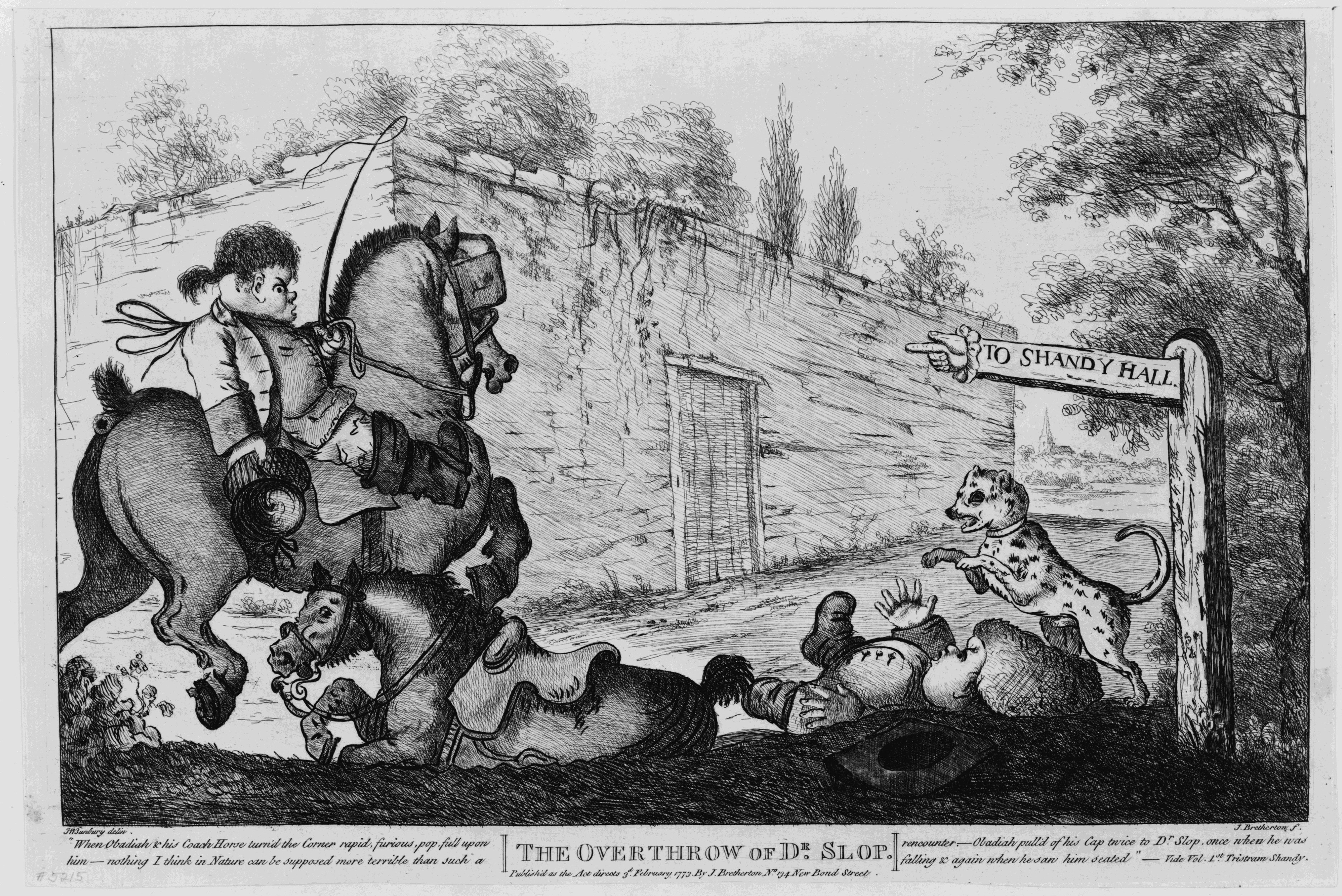

Ilustrace k románu od George Cruikshanka z roku 1832

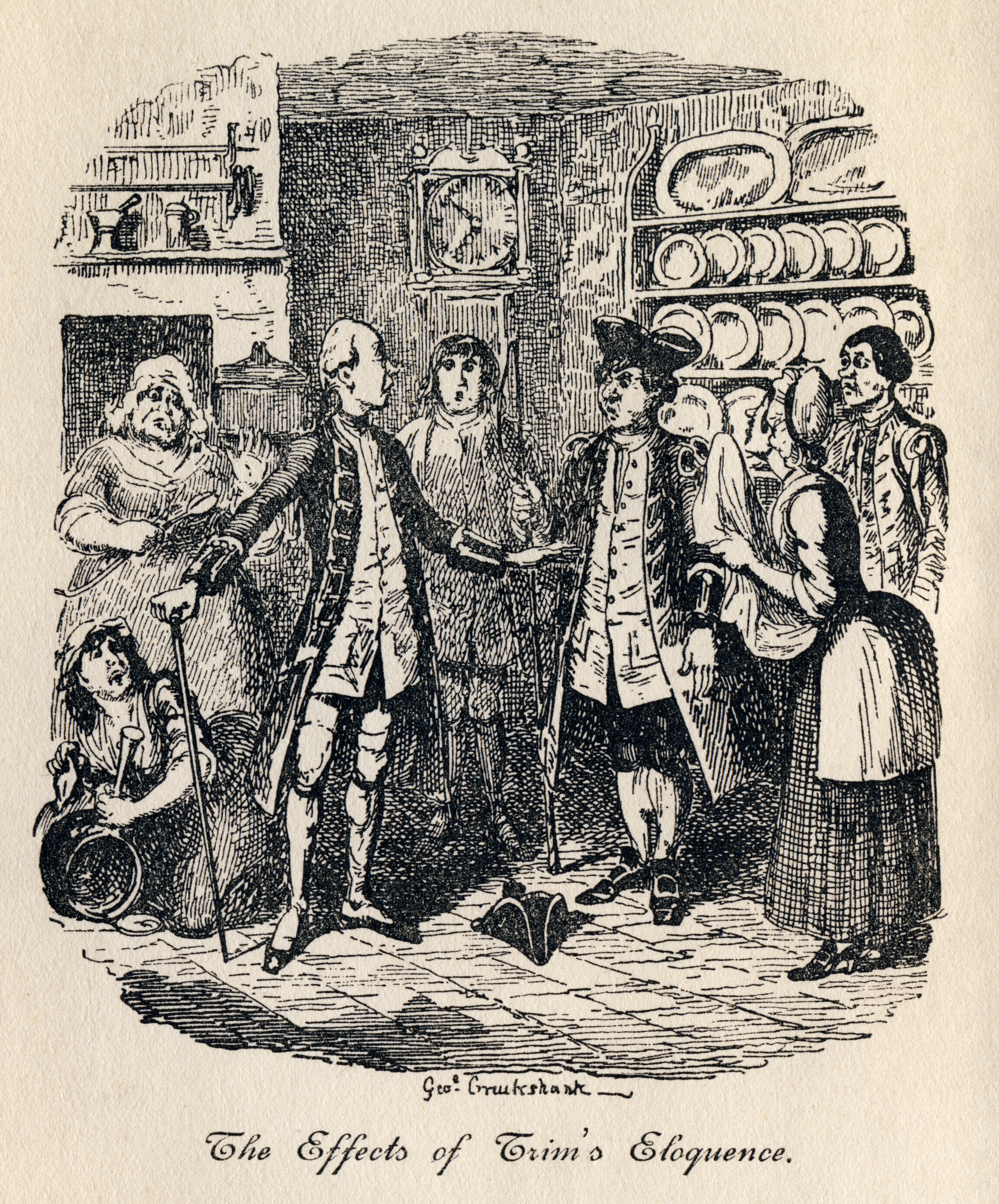
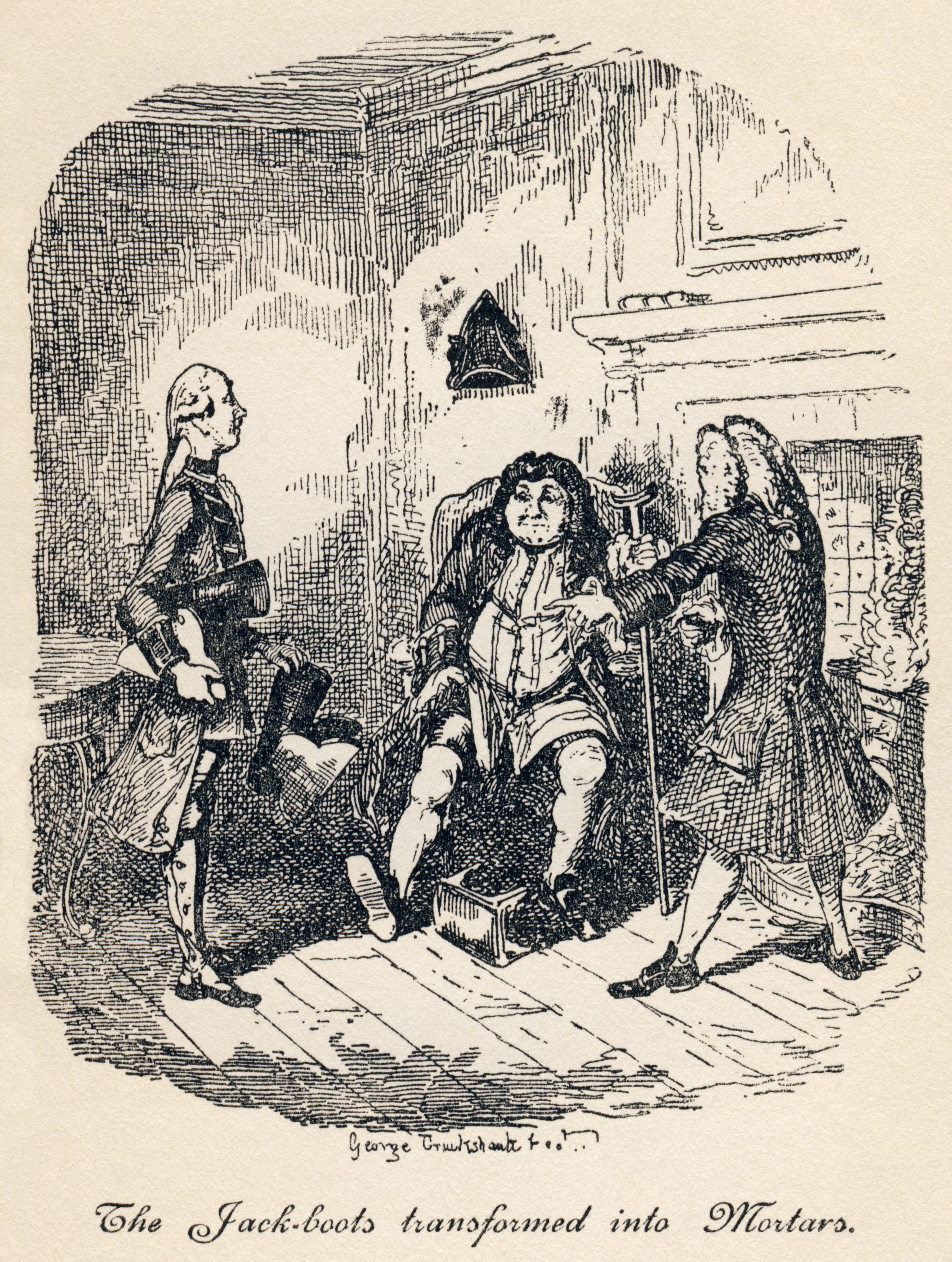
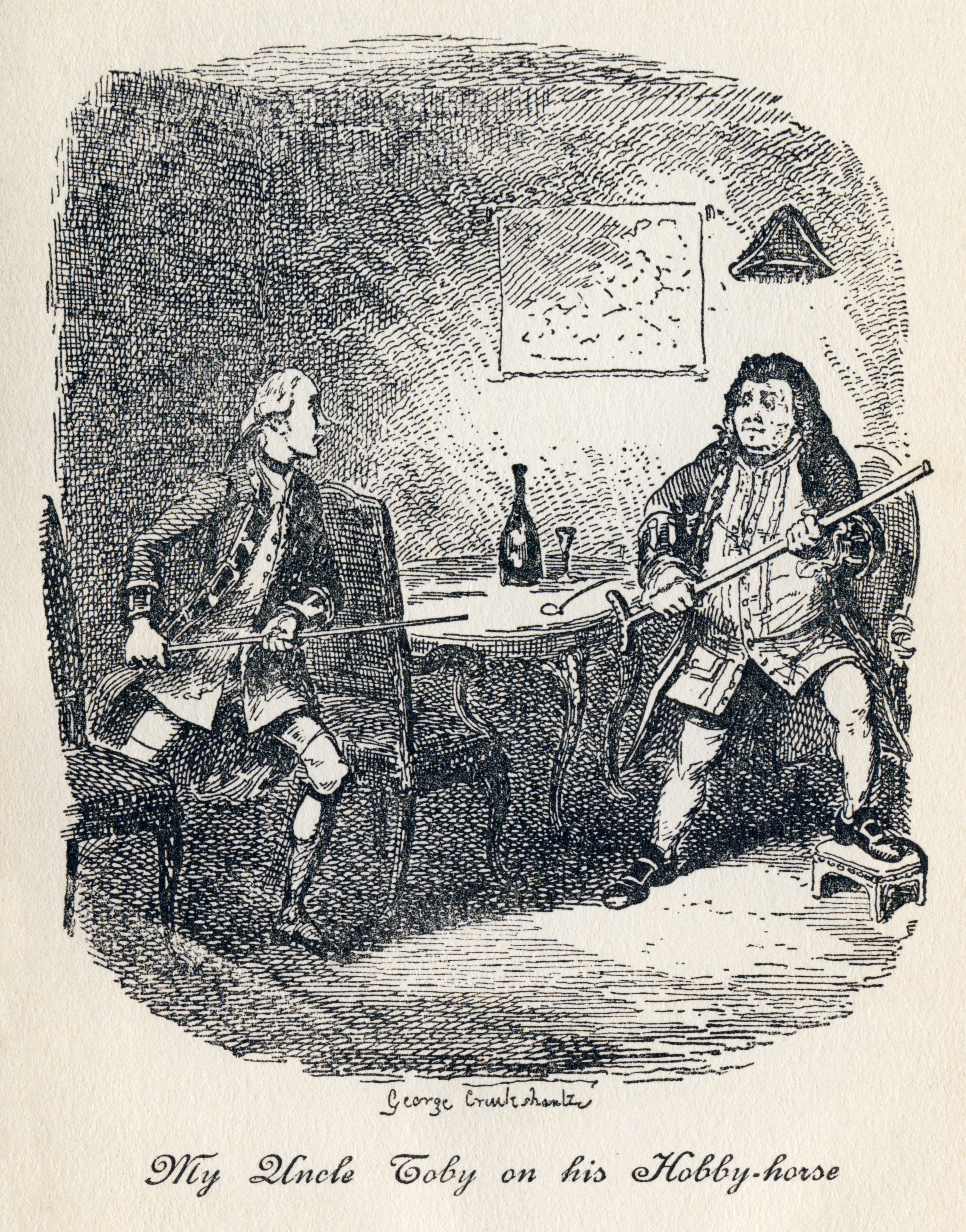
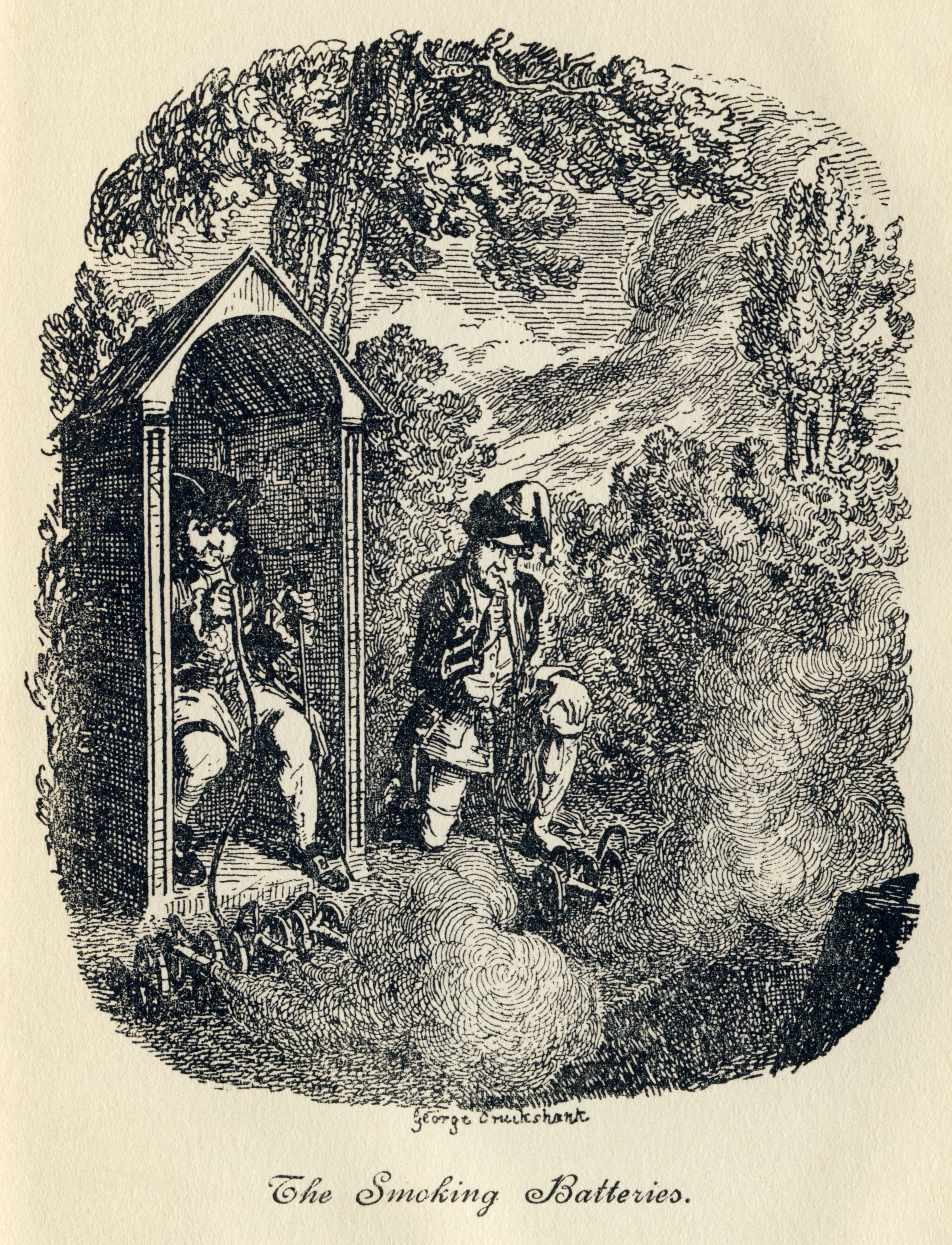

## Adaptace
- Tristram Shandy, nedokončená opera anglického skladatele Michaela Nymana, na které začal pracovat roku 1981.
- The Life and Opinions of Tristram Shandy, Gentleman (1996, Život a názory blahorodého pana Tristrama Shandyho), komiks Martina Rowsona.[8]
- A Cock and Bull Story (2005, Ptákovina a bejkárna), britský film, režie Michael Winterbottom.[9]
- Tristram Shandy, Gentleman (2014), divadelní adaptace uvedená v Tabard Theatre, autor Callum Hale.[10]

## Česká vydání
Do češtiny román přeložil Aloys Skoumal. Jeho překlad vyšel roku 1963 v SNKLU, roku 1971 a 1985 v nakladatelství Odeon a roku 2014 v nakladatelství Academia.